# Lacs de la Folie
Les lacs de la Folie sont deux retenues jumelles sur la partie nord-ouest de la commune de Contrexéville dans le département des Vosges, en France.
Leur émissaire, le ruisseau d'Arceau, rejoint le Vair à Mandres.
L'ingénieur ONF, René Maire, fut chargé de leurs aménagements en zone de loisir.

## Le lac supérieur
Créé en 1929, il est de forme allongée, mesure près de 400 mètres de long pour une superficie de 4,5 hectares.

## Le lac inférieur
Créé en 1960, il n'est séparé du précédent que par une digue où passe une route. Le barrage rectiligne de 200 mètres de long lui donne une superficie de 5,5 hectares.

## Toponymie
Deux hypothèses pourraient expliquer ce nom de « folie ». La première attribue son origine au  hêtre, une espèce lignicole à feuilles caduques très commune dans la région et qui, en vieux français se disait « fau » et a pu être déformé au fil du temps. La seconde explication viendrait  du latin « folium », qui désigne un lieu envahi par la végétation. Des vestiges gallo-romains attestent la présence d’une occupation humaine dans ce vallon durant l’Antiquité et qui par la suite fut abandonnée, laissant la végétation reprendre ses droits. Dans un contexte moins historique mais plus poétique, un conteur lorrain raconte selon la légende, que ce nom de « folie » serait le souvenir de deux nymphes qui se seraient écartées de leur destinée.

## Activités

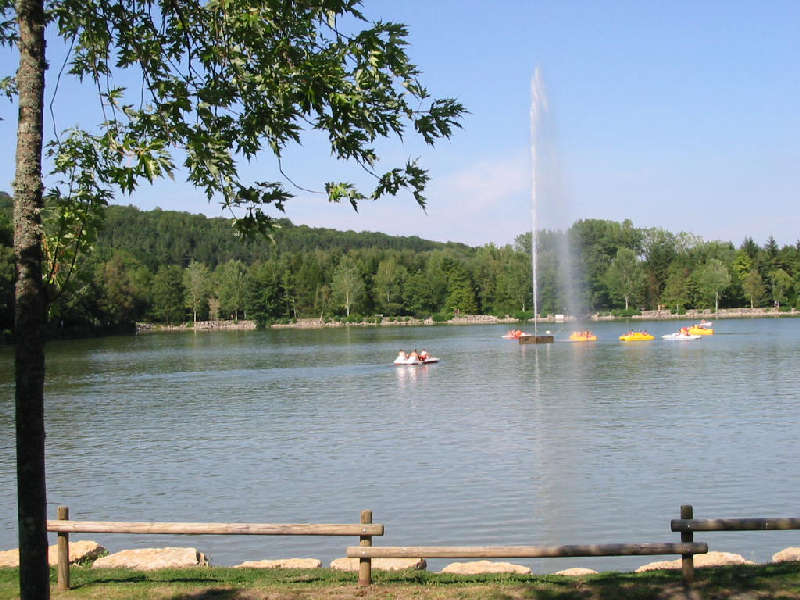
Le jet d'eau

La pêche autorisée depuis les berges (droit de pêche par jour ou par carte).
Un espace pour la baignade surveillée fonctionne du 15 juin à fin août de 12h30 à 19h30 avec son solarium gazonné ouvert à tous. Présence d'aire de jeux pour les enfants (accès gratuit), table de pique-nique, petite restauration, hôtel-restaurant. La navigation des pédalos et des planches à voile est autorisée sur le lac. Sentiers pédestres et circuits découvertes.
La commune envisage un troisième plan d'eau en amont.

## Liens
- Site de la Ville
- Recoins de France